# Amt Malchow
Das Amt Malchow liegt im Westen des Landkreises Mecklenburgische Seenplatte in Mecklenburg-Vorpommern (Deutschland). Es grenzt im Nordwesten an den Landkreis Rostock und im Westen an den Landkreis Ludwigslust-Parchim.

## Beschreibung
Im Amt Malchow sind sieben Gemeinden und die Stadt Malchow (Amtssitz) zur Erledigung ihrer Verwaltungsgeschäfte zusammengeschlossen. Das Amt wurde am 1. Januar 2005 aus dem ehemaligen Amt Malchow-Land und der vormals amtsfreien Stadt Malchow gebildet. Zeitgleich mit der Neubildung des Amtes fusionierten die zuvor selbständigen Gemeinden Adamshoffnung, Grüssow, Kogel, Rogeez und Satow zur neuen Gemeinde Fünfseen, des Weiteren wurde Lexow nach Walow eingemeindet. Am 1. Januar 2024 wurde die amtsangehörige Gemeinde Penkow nach Göhren-Lebbin eingemeindet.
Landwirtschaft und Tourismus prägen das wald- und seenreiche Gebiet des Amtes, das im Norden Anteile am Naturpark Nossentiner/Schwinzer Heide hat. Zu den größeren Seen im Amtsbereich zählen Drewitzer See sowie Teile des Plauer Sees, des Fleesensees und des Kölpinsees. Die Müritz-Elde-Wasserstraße, die durch das Amtsgebiet verläuft, verbindet die großen Seen Müritz, Kölpin-, Fleesen- und Plauer See. Die weit in den Plauer See hineinragende Halbinsel Plauer Werder gehört zur amtsangehörigen Gemeinde Alt Schwerin. Die Seespiegel liegen auf 62 m ü. NHN, das hügelige Land um Malchow erreicht maximal 122 m über dem Meeresspiegel (nahe Kogel (Fünfseen)).
Durch das Amtsgebiet führt die Bundesautobahn 19 von Berlin nach Rostock mit den Anschlussstellen Malchow und Waren (Müritz) sowie die Bundesstraße 192 von Wismar über Waren (Müritz) nach Neubrandenburg. Die Bahnhöfe in Alt Schwerin, Malchow und Jabel liegen an der Nebenbahnlinie Waren (Müritz)–Parchim.

## Die Gemeinden mit ihren Ortsteilen
- Alt Schwerin mit Glashütte, Jürgenshof, Mönchbusch, Wendorf und Werder
- Fünfseen mit Adamshoffnung, Bruchmühle, Grüssow, Kogel, Lenz-Süd, Neu Grüssow, Petersdorf, Rogeez, Satow und Satow Hütte
- Göhren-Lebbin mit Kisserow, Penkow, Poppentin, Roez, Untergöhren und Wendhof
- Stadt Malchow mit Biestorf, Laschendorf, Lenz-Nord, Stadtrandsiedlung und Thälmannsiedlung
- Nossentiner Hütte mit Drewitz und Sparow
- Silz mit Nossentin
- Walow mit Lexow, Lexow-Ausbau und Strietfeld
- Zislow mit Suckow und Langenstücken

## Politik

### Wappen, Flagge, Dienstsiegel
Das Amt verfügt über kein amtlich genehmigtes Hoheitszeichen, weder Wappen noch Flagge. Als Dienstsiegel wird das kleine Landessiegel mit dem Wappenbild des Landesteils Mecklenburg geführt. Es zeigt einen hersehenden Stierkopf mit abgerissenem Halsfell und Krone und der Umschrift „AMT MALCHOW“.